# Хавиджа (округ)
Округ Хавиджа (араб. قضاء الحويجة‎) — округ в мухафазе Киркук, Ирак. Административный центр — город Хавиджа.
Около 150 000 жителей района в основном арабы-сунниты.

## Города и деревни
- Хавиджа
- Аз-Заб
- Аль-Аббаси
- Рияд
- Рашад
- Судайра